# 人文会
人文会（じんぶんかい）とは、日本の人文書を得意とする20の出版社（内、休会1社）による業界団体である。1968年に設立された。設立趣旨は人文書の振興で、書店との協力の関係の元、人文書の棚のあり方を模索している。
設立当初の1960年代、書店での人文書の扱いは、棚に文芸書と一緒くたに、著者ごとに置かれてしまう程度の認識でしかなかった。その後の人文会の活動の成果もあって、書店には人文書コーナーが設けられるのが当たり前になり、そのなかでも学問分野ごとに棚が分類されるなど、人文書の地位の向上がなされた。

## 活動
具体的な活動としては、人文書特選セット、人文会特約店制度、書店との研修会、年三回刊行の機関誌『人文会ニュース』の発行、五年に一度の『人文書のすすめ』の発行などがある。

### 人文書のすすめ
『人文書のすすめ』とは、人文会が五年に一度発行する、人文学と人文書を知るための基本書である。二部構成の第一部は「人文書のすすめ」として、研究者による各学問の概要を、十五分程度で分るようにした文章が収録されている。第二部の「基本図書一覧」には、書店や図書館の人文書担当者の便を図るため、各分野で棚を構成するときに基本となる書籍の一覧が掲載されている。この基本図書には、人文会会員社発行の書籍に限らない、多くの出版社の刊行物が選ばれている。
『人文書のすすめ』は、1988年発行の『人文科学の現在：人文書の潮流と基本文献』を前身とする。以下に、2009年発行のものまでの一覧を示す。
- 人文会20周年記念委員会『人文科学の現在：人文書の潮流と基本文献』1988年 ISBN 978-4915735011
- 人文会25周年記念委員会『人文書のすすめ：人文科学の動向と基本図書』1993年 ISBN 978-4915735028
- 人文会『人文書のすすめII：人文書の流れと基本図書』1998年 ISBN 978-4915735035
- 人文会『人文書のすすめIII：人文科学の現在と基本図書』2003年 ISBN 978-4915735042
- 人文会『人文書のすすめIV：人文書の見取り図と基本図書』2008年 ISBN 978-4-915735-05-9 - 非売品

## 会員社
- 大月書店
- 御茶の水書房
- 紀伊國屋書店
- 慶應義塾大学出版会
- 勁草書房
- 春秋社
- 晶文社
- 青土社
- 創元社
- 筑摩書房
- 東京大学出版会
- 日本評論社
- 白水社
- 平凡社
- 法政大学出版局
- みすず書房
- ミネルヴァ書房
- 未來社
- 吉川弘文館

## 休会社
- 誠信書房

## 組織
組織は、「販売・企画委員会」、「調査・研修委員会」、「広報委員会」の三つで構成される。
- 〒113-0033 東京都文京区本郷2-20-7 みすず書房内
- 代表幹事 - 田﨑洋幸（みすず書房）